# Prawa reprodukcyjne
Prawa reprodukcyjne – prawa i wolności odnoszące się do ludzkiej reprodukcji i zdrowia w tym zakresie.
Światowa Organizacja Zdrowia definiuje prawa reprodukcyjne następująco:

Podstawą praw reprodukcyjnych jest uznanie podstawowego prawa wszystkich par i jednostek do decydowania swobodnie i odpowiedzialnie o liczbie, odstępach czasowych i momencie sprowadzenia na świat dzieci, prawa do informacji, dostępu do środków które to zapewniają, a także prawa do utrzymania najwyższego standardu zdrowia seksualnego i reprodukcyjnego. Te prawa implikują również prawo wszystkich do podejmowania decyzji dotyczących ich reprodukcji w sposób wolny od dyskryminacji, przymusu i przemocy.

Prawa reprodukcyjne zaczęły rozwijać się jako element praw człowieka od 1968 roku, gdy odbyła się Międzynarodowa Konferencja Praw Człowieka ONZ w Teheranie. Rezultatem konferencji było powstanie niewiążącej Proklamacji teherańskiej. Proklamacja jako pierwszy dokument międzynarodowy podjęła kwestię praw reprodukcyjnych: Rodzice mają podstawowe prawo człowieka do zdecydowania w sposób wolny i odpowiedzialny o liczbie i odstępach czasowych pomiędzy narodzinami dzieci (punkt 16).
Państwa członkowskie powoli włączają prawa reprodukcyjne do wiążących dokumentów prawa międzynarodowego. Tak więc podczas gdy przestrzeganie części praw reprodukcyjnych zostało zaliczone do twardego prawa (ang. hard law), inna część ma jedynie status postulatów i rekomendowanych zaleceń do realizacji w przyszłości, a więc ma status miękkiego prawa (ang. soft law). Ich akceptacja przez społeczność międzynarodową wymaga odpowiednich kampanii społecznych.
Według Lary M. Knudsen kwestie związane z prawami reprodukcyjnymi są jednymi z najgorliwiej kwestionowanych praw człowieka na świecie, niezależnie od poziomu socjoekonomicznego, kultury czy religii danej populacji.

## Zakres
W zależności od państwa gwarantowane prawnie prawa reprodukcyjne mogą zawierać część lub wszystkie z wymienionych poniżej praw:
- prawo i dostęp do wiedzy, umożliwiającej podejmowanie decyzji w dziedzinie seksualności i rozrodczości bez przymusu, dyskryminacji i przemocy;
- prawo do edukacji seksualnej;
- prawo do braku przymusu w kwestii okaleczania narządów płciowych (np. obrzezania kobiet); stosowania antykoncepcji (w tym sterylizacji) i poddania się zabiegowi aborcji;
- prawo do legalnego i bezpiecznego przerwania ciąży[7][8][9];
- prawo do stosowania metod i technik antykoncepcji oraz (szerzej) kontroli narodzin;
- prawo do dostępu do zgodnej ze standardami medycznymi opieki zdrowotnej w dziedzinie reprodukcji[6].